# موریاگو دلا باتالیا
موریاگو دلا باتالیا (به ایتالیایی: Moriago della Battaglia) یک کومونه در ایتالیا است که در استان ترویزو واقع شده‌است. موریاگو دلا باتالیا ۱۳٫۹ کیلومترمربع مساحت و ۲٬۷۷۴ نفر جمعیت دارد.